# Rousseauxia minimifolia
Rousseauxia minimifolia là một loài thực vật có hoa trong họ Mua. Loài này được (Jum. & H. Perrier) Jacq.-Fél. miêu tả khoa học đầu tiên năm 1973.